# Tetiana Skatjko
Tetiana Viktorivna Skatjko (ukrainska: Тетяна Вікторівна Скачко; ryska: Татьяна Викторовна Скачко: Tatiana Viktorovna Skatjko), född den 18 augusti 1954 i Luhansk, Ukrainska SSR, Sovjetunionen,är en sovjetisk friidrottare inom längdhopp.
Hon tog OS-brons i längdhopp vid friidrottstävlingarna 1980 i Moskva.